# تنظيم الدولة الإسلامية - ولاية ليبيا
تنظيم الدولة الإسلامية - ولاية ليبيا هو فرع من الجماعة تنظيم الدولة الإسلامية في ليبيا، ويهدف أعضائه -حسب اعتقادهم- إلى «ضم ليبيا للخلافة الإسلامية وتطبيق الشريعة» وتنشط في عدد من المناطق في ليبيا. تم تشكيل الولاية في 13 نوفمبر 2014، ظهرت فيديوهات على الإنترنت تبين مجموعة من المسلحين بمدينة درنة المبايعين بالولاء لزعيم داعش أبو بكر البغدادي. أعلن البغدادي إثرها إنشاء ثلاثة فروع في ليبيا: برقة في الشرق، فزان في الصحراء جنوبا، وطرابلس في الغرب.

## خلفية

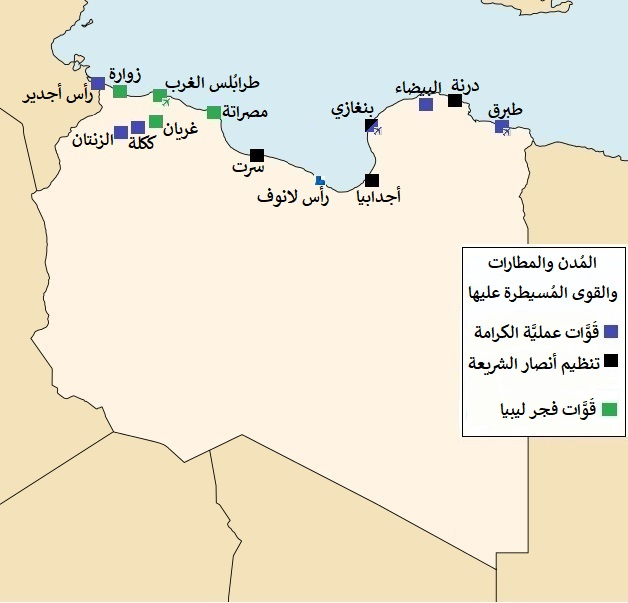
المدن القابعة تحت سيطرة تنظيم الدولة الإسلامية (باللون الأسود) في ديسمبر 2014

أقصى مدى لسيطرة داعش في ليبيا في أوائل عام 2016

بعد الحرب الأهلية الليبية 2011، والتي أسفرت عن الإطاحة بالعقيد معمر القذافي وحكومته، ذهب العديد من المتمردين المقاتلين إلى سوريا للقتال إلى جوار المسلحين الذين يقاتلون بشار الأسد والموالين له بالحرب الأهلية السورية. عام 2012، إحدى مجموعات المقاتلين الليبيين في سوريا أعلنت عن إنشاء ميليشيا باسم لواء البتار. لاحقًا، قدم لواء البتار البيعة لتنظيم الدولة الإسلامية بالعراق والشام، وقاتل لأجله في كل من سوريا والعراق.
في ربيع 2014، عاد أكثر من 300 من محاربي لواء البتار القدامى إلى ليبيا. في درنة، شُكِلَ فصيل جديد أطلق عليه اسم مجلس شورى شباب الإسلام، الذي بدأ بتجنيد مقاتلين من جماعات محلية أخرى. كان العديد من بين المنضمين أعضاء بأنصار الشريعة فرع درنة. بعد أشهر قليلة، أعلنوا الحرب على أي شخص في درنة يعارضهم، قضاة المحاكم، قادة المجتمع المدني، ومعارضين أخرين، بما فيهم المقاتلين المحليين الذين رفضوا سلطتهم مثل كتيبة شهداء أبو سليم حليفة تنظيم القاعدة.
في سبتمبر 2014، وصل وفد من تنظيم الدولة الإسلامية قد أوفد من قبل قيادة الجماعة إلى ليبيا. ضم الممثلون أبو نبيل الأنباري، المساعد البارز للبغدادي والمقاتل القديم المشارك بحرب العراق، السعودي أبو حبيب الجزراوي، واليمني أو السعودي أبو البراء الأزدي. في 5 أكتوبر 2014، اجتمعت فصائل المقاتلين الموالين لمجلس شورى شباب الإسلام وقدموا معًا المبايعة لتنظيم الدولة الإسلامية. بعد مراسم المبايعة، طافت أكثر من 60 شاحنة محملة بالمقاتلين خلال المدينة في موكب إستعراضي للقوة. عقد اجتماع ثانٍ أكثر رسمية شمل مجموعة أكبر من الفصائل للمبايعة في 30 أكتوبر 2014، حيث تجمع المسلحون لمبايعة أبو بكر البغدادي في ميدان المدينة.
في 13 نوفمبر 2014، أصدرّ البغدادي تسجيلا صوتيا أعلن فيه قبوله لمبايعات الولاء من مؤيديه في خمسة دول، ضمت ليبيا، وأعلن توسيع تنظيمه إلى تلك الدول. وأعلن عن إقامة ثلاثة ولايات في ليبيا، برقة في الشرق، فزان بالجنوب، وطرابلس في الغرب.

## الهجمات والعمليات التوسعية في ليبيا
تواجد الموالون لتنظيم الدولة الإسلامية في البيضاء، بنغازي، سرت، الخمس، والعاصمة الليبية طرابلس. ويوجد حوالي 800 مقاتل والعشرات من المعسكرات في ضواحي درنة فيما يسمى «إمارة برقة». كما إن لديهم مرافق كبيرة في منطقة الجبل الأخضر، حيث يتدرب المقاتلون القادمون من البلدان الأخرى في شمال أفريقيا.
قي ديسمبر 2014، أخبر مُجَنِدّوا تنظيم الدولة الإسلامية في تركيا رفاقهم الليبيين للتوقف عن إرسال مقاتلين لسوريا والتركيز بدلاً من ذلك على الهجمات المحلية، وفقًا لوول ستريت جورنال. في الأسابيع اللاحقة، قام مقاتلون ليبييون كانوا قد بايعو تنظيم الدولة الإسلامية التي أصبحت أكثر عدوانية، بتنفيذ هجمات ضد منشآت نفطية وفنادق عالمية، وإجراء إعدامات جماعية ومحاولة الإستيلاء على المزيد من الأراضي الليبية. التحالفات التي تكونت مع المجموعات المتعلقة بتنظيم القاعدة لم تقم بتقديم مبايعة رسمية لداعش، مثل فرع بنغازي من تنظيم أنصار الشريعة، وأعضاء من تنظيم أنصار الشريعة التونسية، وكتيبة طارق بن زياد التابعة للقاعدة في بلاد المغرب الإسلامي في 30 مارس 2015، قام المفتي العام لتنظيم أنصار الشريعة أبو عبد الله الليبي بمبايعة تنظيم الدولة الإسلامية، حيث إن عدد من أعضاء الجماعة إنشقوا معه.
مدينة سرت، والتي كانت موالية لمعمر القذافي وعانت أضرار جسيمة في نهاية الحرب الأهلية سنة 2011، أصبحت موطن مقاتلي الجماعات الإسلامية مثل الفرع المحلي لتنظيم أنصار الشريعة. بعد إعلان تنظيم الدولة الإسلامية عن الخلافة في 2014، عدد صغير من الأجانب بدأ في الوصول للمدينة. وأعلنوا عن وجودهم بشكل رسمي في أوائل 2015، بقيادة موكب من العربات المسلحة خلال المدينة وإعلان سرت جزءًا من الخلافة. إنقسم فرع تنظيم أنصارالشريعة بشأن كيفية التجاوب مع الأمر، وأنضم غالبية أعضائها إلى تنظيم الدولة الإسلامية. التقارير تشير إلى أن بالتنظيم العديد من المحليين، مؤيدوا القذافي السابقين الذين تم إقصاؤهم من النظام السياسي بعد الحرب.
في فبراير 2015، سيطروا على بلدة النوفلية المجاورة. حيث وصل موكب من أربعين سيارة مدججة بالسلاح من سرت، وأمروا سكان النوفلية بالتوبة ومبايعة أبو بكر البغدادي. عينّ المقاتلون «علي أقعيم القرقعي» كأمير على البلدة. أستعيدت النوفلية لفترة وجيزة من قبل قوات المؤتمر الوطني العام الجديد في 19 مارس 2015، لكن قوات تنظيم الدولة الإسلامية أعادت السيطرة عليها بعد أيام من الموجهات. في مايو 2015، واصلت قوات تنظيم الدولة الإسلامية بسرت الهجوم، فسيطرت على مطار القرضابية الدولي ومناطق البنية التحتية كمحطات توليد الطاقة وجزء من مشروع مياه النهر الصناعي العظيم. في يونيو 2015، سيطرت قوات تنظيم الدولة الإسلامية على بلدة هراوة، 46 كلم شرق سرت. إلا أنها عانت انتكاسات كبيرة بنفس الشهر في درنة، حيث دارت اشتباكات عنيفة مع مقاتلي مجلس شورى مجاهدي درنة أدى إلى طرد قوات تنظيم الدولة الإسلامية من معاقلهم في المدينة بحلول يوليو. وفي 13 فبراير 2016 سيطر 1500 من مسلحو التنظيم على مدينة سرت الليبية كاملة وأعلنوا تطبيق الشريعة الإسلامية ووضع لافتات عن شروط للحجاب وفرضوا منع الأختلاط ومعاقبة مصنعي الخمور والمسكرات والسارقين والجواسيس وشكلت قوات شرطة خاصة بها تداهم المنازل وتجبر السكان على حضور دروس لإعادة «التربية الدينية».

## الدعاية
المكتب الإعلامي لولاية برقة، نشرّ صور ومواد أخرى تظهر مبانٍ مع شعارات تنظيم الدولة الإسلامية، عمليات التفجير الانتحارية، إستعراضات عسكرية، ومبايعات لأبو بكر البغدادي. زار أحد محرري نيويورك تايمز ضواحي سرت ووجد أن عناصر تنظيم الدولة الإسلامية قد أخذت محطة الإذاعة المحلية، وكل المحطات الأربعة على الأثير لتستخدم في بث الخطب الإسلامية.
هدد تنظيم الدولة الإسلامية في ليبيا بتسهيل وصول آلاف المهاجرين لزعزعة إستقرار أوروبا في حال أعتديّ عليهم.

## انتهاكات حقوق الإنسان ومزاعم إرتكاب جرائم حرب
في أواخر 2014، كانت درنة بالكامل تحت سيطرة التنظيم، والأعلام السوداء ترفرف على كافة المباني الحكومية، سيارات شرطة بشعار تنظيم الدولة الإسلامية، وأصبح ملعب كرة قدم محلي يستخدم للإعدامات العلنية. اتهمت هيومن رايتس ووتش في تقرير لها جماعات على صلة بتنظيم الدولة الإسلامية تسيطر على درنة بارتكاب جرائم حرب وجرائم ضد الإنسانية وشملت ترهيب السكان في غياب سلطة الدولة والقانون. هيومن رايتس ووتش وثقت ثلاثة إعدامات واضحة وعشرة عمليات جلد علني على الأقل من قبل مجلس شورى شباب الإسلام، الذي إنضم لتنظيم الدولة الإسلامية في نوفمبر 2014. كما وثقت أيضًا قطع رؤوس ثلاثة من سكان درنة و250 عملية اغتيال تبدو ذات دوافع سياسية على القضاة، والموظفين العموميين، وأعضاء القوات الأمنية، والصحفيين، وغيرهم دون إجراء أي تحقيقات. قالت سارة ليا ويتسن، مديرة هيومن رايتس ووتش في الشرق الأوسط وشمال أفريقيا: «يتوجب على القادة أن يفهموا أنهم قد يواجهون النيابة المحلية أو الدولية على الانتهاكات الجسيمة لحقوق الإنسان التي ترتكبها قواتهم.»
تحت مراقبة تنظيم الدولة الإسلامية، ترتدي النساء بشكل متزايد النقاب، ويعاقب الشباب الذين يُضبَطون مُحتَسين الكحول بالجلد. غُيرَّ النظام التعليمي لفصل الطلبة الذكور عن الإناث، أمرت الشرطة التابعة للتنظيم متاجر الملابس بتغطية عارضات الملابس وأن لا يُظهروا «ملابس النساء الفاضحة التي تسبب الفتنة» فيما أغلقت كلية القانون.

## هجمات مزعومة
- في نوفمبر 2014، أعلنت ولاية برقة إرسالها تسعة انتحاريين من مصر، ليبيا، وتونس لتنفيذ هجمات ضد القوات الأمنية الليبية ببنغازي وضواحيها. ذكرت سي إن إن أن العديد من هذه الهجمات تتشابه مع عمليات انتحارية غير متبناة، بما فيها الهجوم المزدوج على معسكر القوات الخاصة الليبية ببنغازي في 23 يوليو 2014 وهجوم 2 أكتوبر 2014 على نقطة تفتيش أمنية بالقرب من مطار بنينا.[31]
- ولاية برقة هي المشتبه بها الرئيسي في تفجير 12 نوفمبر 2014 الانتحاري، بمدينة طبرق الذي قتل شخص وجرح 14 أخرين، وتفجير البوابة الخارجية لقاعدة الأبرق الجوية في البيضاء الذي أودى بحياة أربعة، وفقًا لتقرير السي إن إن.[31][58]
- في 13 نوفمبر 2014، إنفجرت قنابل قرب سفارات مصر والإمارات في طرابلس، ولكن لم تقع إصابات بشرية بحسب التقارير. الحسابات المرتبطة بتنظيم الدولة الإسلامية على تويتر أشارت إلى أن ولاية طرابلس التابعة للتنظيم هي المسؤولة عن التفجيرات، بحسب مجموعة سايت للاستخبارات.[31][59]
- في 11 نوفمبر 2014، وٌجِدَ كلا من «على جثت محمد باتو» و«سيراج القط» ناشطي حقوق إنسان الذين كانا قد اختطفا بدرنة في 6 نوفمبر 2014.[60]
- في 8 يناير 2015، نشرت ولاية برقة صور إدّعت فيها قتلها لصحفيين إثنين من تونس كانا قد إختفيا في سبتمبر 2014.[61]
- في 27 يناير 2015، الاعتداء على فندق كورنثيا في طرابلس المكون من سيارة مفخخة تلاها قيام مهاجمون مسلحون بقتل 10 أشخاص، من بينهم خمسة أجانب. أعلنت «ولاية طرابلس» التابعة للتنظيم مسؤوليتها عن الهجوم، مدعية أنه انتقام لموت عضو القاعدة الليبي أبو أنس الليبي في السجون الأميركية أوائل الشهر.[62][63]
- في 3 فبراير 2015، اقتحم مسلحون يعتقد أنهم ينتمون للتنظيم حقل نفطي ليبي-فرنسي قرب بلدة المبروك، مما أسفر على مقتل تسعة حراس.[15]
- في 15 فبراير 2015، أصدر تنظيم الدولة الإسلامية فيديو يظهر ذبح 21 مسيحي مصري كانوا قد اختطفوا في سرت.[64] مجلة دابق التابعة للتنظيم كانت قد نشرت في وقت سابق صور المختطفين المصريين وهددت بقتلهم «انتقامًا للنساء المسلمات من الكنيسة القبطية».[65]
- في 20 فبراير 2015، نفذ التنظيم تفجيرات القبة، والتي إستهدفت محطةً للوقود، ومديرية أمن ومنزل رئيس مجلس النواب الليبي، وأودت بحياة 40 شخصًا على الأقل.[66]
- في 24 مارس 2015 أعلن تنظيم الدولة الإسلامية مسؤوليته عن عملية انتحارية بواسطة سيارة مفخخة قتلت خمسة جنود ومدنيين اثنين بنقطة تفتيش أمنية تابعة للجيش.[67]
- 5 أبريل 2015، أعلنت ولاية طرابلس مسؤوليتها عن تفجير انتحاري بنقطة تفتيش خارج مصراتة، قتل فيها أربعة أشخاص وجرح 21 أخرين.[68]
- في 13 أبريل 2015 نشر مسلحون موالون للتنظيم على تويتر ما يفيد مسؤوليتهم عن تفجير وقع خارج السفارة المغربية، الذي لم يوقع أي أضرار، والاعتداء المسلح على سفارة كوريا الجنوبية في اليوم السابق لقتل حارسين.[69]
- في 19 أبريل 2015 صدرّ فيديو على الإنترنت من قبل التنظيم يظهر قتل قرابة 30 مسيحي إثيوبي في ليبيا. قطعت رؤوس 15 رجل منهم، والمجموعة الأخرى من نفس العدد كان قد أطلق النار عليهم في الرأس.[70]
- في 27 أبريل 2015، وجدت جثت خمسة رجال مقطعين بخناجر في غابات الجبل الأخضر. تم التعرف على الجثث على أنها تعود لخمسة صحفيين يعملون لمحطة تلفزيونية ليبية قد اختطفوا في نقطة تفتيش تابعة للتنظيم في أغسطس 2014.[71]
- في 9 يونيو 2015 أكدت الحكومة الأميركية قيام التنظيم في ليبيا بأسر 86 إريترياً جنوب طرابلس.[72]
- في 10 يونيو 2015، قتل مسلحو التنظيم ناصر العكر وسالم دربي، اثنان من كبار قادة مجلس شورى مجاهدي درنة التابع لتنظيم القاعدة.[73]
- في 13 فبراير 2016 سيطر 1500 من مسلحي التنظيم علي مدينة سرت الليبية كاملة ورفعوا راية العقاب عليها وأعلنوها إمارة إسلامية ووضعوا شروط للحجاب ومنع الأختلاط وتطبيق عقوبات الشريعة الإسلامية علي مصنعي الخمور والسارقين والجواسيس وشكلت قوات شرطة خاصة بها تداهم المنازل وتجبر السكان على حضور دروس لإعادة «التربية الدينية».[53]
- في 21 فبراير 2018: تفجير إنتحاري عبر سيارة مفخخة أستهدفت الحاجز الأمني «الكنشيل» التابع لقوات حفتر غرب مدينة ودان (محافظة الجفرة/ وسط)، أدي لمقتل ثلاثة عسكريين وجرح اثنين آخرين.[74]
- في 9 مارس 2018: تفجير إنتحاري بواسطة سيارة مفخخة إستهدفت البوابة الـ 60 الواقعة جنوب مدينة أجدابيا شرقي البلاد، أدى لمقتل شخص وعدداً من الجرحى قبل أن يعود في 29 من ذات الشهر ذاته، لاستهداف البوابة الشرقية لنفس المدينة بالطريقة ذاتها مخلفا ثمانية قتلى ومثلهم من الجرحى.
- في 2 مايو 2018 تفجير أحد طوابق مقر مفوضية الانتخابات في طرابلس عبر مسلحين، ما أسفر عن مقتل 12 شخصا بين حراس وموظفين، وذلك قبل أن تتمكن قوات الأمن من قتل المهاجمين.
- في 22 مايو 2018 تفجير إنتحاري بسيارة مفخخة أستهدف مدينة أجدابيا، عندما فجر أحد انتحارييه سيارته المفخخة بالتزامن مع مروره ببوابة الـ60 (حاجز أمني) جنوب المدينة، مخلفا قتيلين اثنين وثلاثة جرحى.
- في 22 مايو 2018 هجوم مسلح على البوابة الشمالية لمدينة أوجلة، (واحة تبعد 160 كلم جنوب أجدابيا)، وأضرموا فيها النار، وقاموا بأسر أحد العناصر الأمنية.
- في 2 يونيو 2018 هجوم مسلح على مركز شرطة القنان، جنوب أجدابيا، وأسفر الهجوم عن مقتل امرأة وإصابة أربعة من عائلتها، تصادف مرور سيارتهم بالمكان الذي أحرقه مسلحو التنظيم، بعد انسحاب قوات الأمن منه.
- في 23 يوليو 2018 هجوم مسلح على مركز شرطة العقيلة بمدينة أجدابيا مخلفا قتيلاً من الشرطة قبل أن يرفع المسلحون راية العقاب فوق المبنى الذي قاموا لاحقاً بإحراقه، والفرار من المكان.
- في 23 أغسطس 2018: هجوم على بوابة وادي كعام في مدينة الخمس شرق العاصمة طرابلس أدي لمقتل 7 بينهم آمر البوابة وشقيقه.
- في 10 سبتمبر 2018 اقتحام إنغماسيين لمقر المؤسسة الوطنية للنفط وسط العاصمة طرابلس، فخلفوا قتيلين و10 جرحى من الموظفين.
- في 28 أكتوبر 2018 شن هجوما كبيرا بنحو 25 آلية على مقار حكومية بينها مركز للشرطة بواحة الفقهاء بالجفرة، فضلا عن إحراق 5 منازل، أدي لمقتل أربعة أشخاص، واختطاف 10 آخرين، سماهم التنظيم في بيان تبنيه للعملية بـ"المطلوبين.
- في 28 أكتوبر 2018: هاجم مجددا بوابة الـ400، الواقعة جنوب واحة الفقهاء، وقتل أحد حراسها.[75]
- في 23 نوفمبر 2018 : هاجم مسلحو التنظيم مركز شرطة مدينة تازربو (جنوب شرق) مما أسفر عن مقتل ثمانية مدنيين وشرطيين وإصابة 11 آخرين وخطف حوالي 20 شخصا، على رأسهم عميد بلدية تازربو
- في 4 مايو 2019 مقتل 9 من قوات خليفة حفتر في هجوم مسلح لتنظيم الدولة الإسلامية على معسكر تدريب لهم جنوبي ليبيا.[76]
- في 7 يونيو 2021 تفجير إنتحاري بواسطة سيارة مفخخة استهدف بوابة مفرق المازق الواقعة شمال مدينة سبها، مما أسفر عن مقتل ضابطين أحدهما آمر جهاز البحث الجنائي وآصابة شخص أخر.[77]
- في 27 يناير 2022 مقتل 3 من الشرطة في هجوم مسلح قرب جبل عصيدة غرب القطرون جنوبي ليبيا.[78]

## الأهمية
الأحداث في درنة ينظر لها من قبل التنظيم وأنصاره كنموذج لتوسع التنظيم خارج العراق وسوريا. حيث يُطلق على ذلك الإقليم «ولاية برقة»، باستخدام مصطلح يعبر عن شرق ليبيا. 
قال نعمان بن عثمان، جهادي ليبي سابق يعمل الآن في مكافحة الإرهاب بمنظمة كويليام ‏ : يشكل تنظيم الدولة الإسلامية تهديدًا خطيرًا في ليبيا. فهو في طريقه لإنشاء إمارة إسلامية شرق ليبيا. […] غالبية السكان المحليين في درنة يعارضون سيطرة التنظيم، لكن، مع الغياب الكامل لأي تواجد حكومي، فهم ليسوا في وضع يمكنهم أن يفعلوا فيه الكثير في الوقت الراهن.
ذكرت قوات فجر ليبيا أن لديها تقارير إستخبارية تظهر أن أولئك الذين زُعم أنهم مناصرين لتنظيم الدولة الإسلامية في طرابلس هم عملاء لدول خارجية يهدفون لزرع القلقلة وتشويه سمعتها. يعني البيان أن تنظيم الدولة الإسلامية موجود في شرق ليبيا، لكن ينظر إليها على أنها محاولة لشرح أبعاد قضية نمو المتطرفين في الغرب. على الرغم من حقيقة أنه قد تم مشاهدة رايات تنظيم الدولة الإسلامية مؤخرًا في طرابلس، ويقال أن مناصري التنظيم متواجدين بمعسكر ماجر زليتن، وفي صبراتة.
في أعقاب توسع تنظيم الدولة الإسلامية بليبيا، دعا رئيس وزراء مالطا جوزيف ماسكت وزعيم المعارضة سيمون بوسوتيل الأمم المتحدة والاتحاد الأوروبي للتدخل في ليبيا لمنع البلاد من أن تصبح دولة فاشلة.